# Rajae El Mouhandiz
Rajae El Mouhandiz, née le 25 mars 1979 à Larache (Maroc), est une chanteuse et styliste néerlandaise. 

## Biographie
Rajae El Mouhandiz naît à Larache, au Maroc. Ses parents Habiba Cherkaoui et Ahmed El Mouhandiz déménagent à Amsterdam (Pays-Bas) en 1980 lorsqu'elle est encore un bébé. Son grand père paternel est un ancien militaire et combattant dans les rangs d'Abdelkrim el-Khattabi, président de l'ancienne République du Rif. 
Arrivée aux Pays-Bas, son père travaille chez Philips et la mère est femme au foyer. Après la séparation de ses parents en 1982, El Mouhandiz passe son enfance avec sa mère et ses frères et sœurs à Amsterdam.

### Carrière musicale
Pendant ses années d'école primaire et secondaire, El Mouhandiz assiste à des cours de ballet intensifs et étudie le cor français. À l'âge de seize ans, elle devient la première Nord-Africaine à étudier dans un conservatoire néerlandais, où elle poursuit ses études de musique classique. À l'âge de 20 ans, El Mouhandiz quitte la musique classique pour suivre son propre chemin artistique, cherchant à intégrer ses racines culturelles.
Le jour de la Journée internationale de la femme en 2012, El Mouhandiz présente son premier court métrage documentaire, un film sur l'acceptation des femmes musulmanes dans les médias grand public et l'industrie musicale,.
Elle fait également partie des 60 conservatrices de l'exposition internationale MUSLIMA.
De 2009 à 2018, El Mouhandiz est nommée sur la liste des 500 musulmans les plus influents au monde pour son travail dans le domaine de la culture et de l'art,.
Le 31 octobre 2013, El Mouhandiz donne sa première conférence TEDx lors de TEDx Breda. Dans son discours, elle parle de la manière dont l'art et la musique créent une nouvelle culture mondiale hybride. Elle continue toujours à chanter et à publier sa propre musique.

## Engagement
Rajae El Mouhandiz souligne un rôle potentiel pour les créateurs de mode néerlandais dans le mouvement de la mode modeste, mettant en lumière l'universalité de cette tendance qui transcende les frontières religieuses. Rajae El Mouhandiz insiste sur le caractère individuel de ces choix vestimentaires, affirmant que la mode modeste devrait refléter la liberté de suivre son propre cœur plutôt que de subir des impositions extérieures. Elle souligne l'importance de cette tendance, initiée par des personnalités telles que les sœurs Mary-Kate Olsen et Ashley Olsen, qui ont opté pour des tenues plus couvrantes, rompant ainsi avec la tradition des tenues dénudées souvent observées sur le tapis rouge.
Elle mentionne que des influenceuses renommées, notamment Ascia Al Faraj et Dina Torkia, ont suivi cette tendance, apportant une reconnaissance accrue à la mode modeste. Un aspect notoire de cette évolution est le choix de certaines influenceuses de retirer leur voile cette année, soulignant la volonté de cette tendance d'encourager l'expression individuelle et le rejet des contraintes imposées.
Rajae El Mouhandiz, optimiste quant à l'avenir de cette tendance aux Pays-Bas, estime que des créateurs néerlandais peuvent jouer un rôle essentiel dans son développement. Elle insiste sur le caractère universel de la demande pour la mode modeste, tant auprès des croyants que des non-croyants, soulignant ainsi son potentiel à transcender les frontières culturelles et religieuses.
Elle met également en avant l'émergence de la Modest Fashion Week à Amsterdam, organisée par Franka Soeria et Ozlem Sahin. Cette plateforme offre aux créateurs, influenceurs et marques l'opportunité de partager leurs idées, d'échanger des expériences et de présenter leurs créations. Rajae El Mouhandiz s'implique dans cette dynamique en encourageant la participation des créateurs néerlandais et en soulignant le potentiel de la diversité et de la tolérance d'Amsterdam pour promouvoir la mode modeste.

## Discographie
- 2006: Incarnation
- 2009: Hand Of Fatima
- 2013: single - Gracefully
- 2015: EP- "Watani"